# Justicia roigii
Justicia roigii es una especie de planta herbácea perteneciente a la familia de las acantáceas, es originaria del Caribe, se encuentra en Cuba en el Parque nacional del Valle de Viñales donde es una especie endémica que crece sobre la roca calcárea.

## Descripción
Tiene los tallos y ramas pubescentes con pelos aplicados; las hojas son aovadas o elíptico-aovadas, de 3-8 cm, acuminadas en el ápice, redondeadas o aguditas en la base, pubescentes en los nervios a lampiñas; con espigas de 3-6 cm, pubescentes; y brácteas lineal-oblongas, agudas, de 7-8 mm; lóbulos del cáliz lineal-lanceolados, de 12-13 mm, largo-acuminados; la corola es  de 3.5-4 cm, los lóbulos oblongos, de 1 cm; cápsula elíptica, de 12 mm, pubescente.

## Taxonomía
Justicia roigii fue descrita por Britt. ex Alain y publicado en Contribuciones Ocasionales del Museo de Historia Natural del Colegio "De La Salle" 15: 22 1956.
Etimología
Justicia: nombre genérico otorgado en honor de James Justice (1730-1763), horticultor escocés.
roigii: epíteto